# Muntele Stanley
Muntele Stanley este cel mai întins și mai înalt dintre Munții Ruwenzori și al treilea ca înălțime dintre Munții Africii, după Munții Kilimanjaro (5.895 m) și Kenya (5.199 m).

## Vârfuri
Muntele are două vârfuri gemene și mai multe vârfuri de înălțime mai mică:
| Margherita  | 5109 |
| Alexandra   | 5091 |
| Albert      | 5087 |
| Savoia      | 4977 |
| Ellena      | 4968 |
| Elizabeth   | 4929 |
| Phillip     | 4968 |
| Moebius     | 4916 |
| Great Tooth | 4603 |

Prima ascensiune a Muntelui Stanley a fost făcută în 1906 de Ducele de Abruzzi, J. Petigax, C. Ollier și J. Brocherel.